# Roodoorbuulbuul
De roodoorbuulbuul (Pycnonotus jocosus) is een zangvogel uit de familie van de buulbuuls (Pycnonotidae). De wetenschappelijke naam van de soort werd als Lanius jocosus in 1758 gepubliceerd door Carl Linnaeus, in de tiende editie van Systema naturae. De soort komt van nature voor in Zuid- en Zuidoost-Azië en delen van China.
Per 7 augustus 2025 staat de roodoorbuulbuul op de Unielijst voor invasieve uitheemse soorten.

## Kenmerken

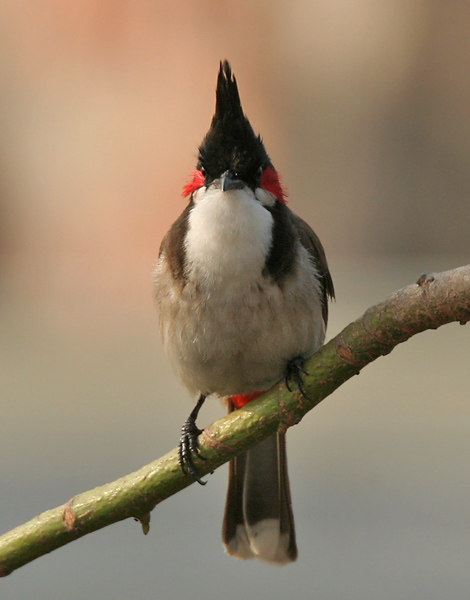
Vooraanzicht, waarbij de rode "oren" duidelijk zichtbaar zijn

De roodoorbuulbuul is ongeveer 20 cm lang. Het opvallendste kenmerk is de voor buulbuuls karakteristieke kuif, die een aantal cm lang is. De rug is donkerbruin van kleur, de buik wit. Op schouderhoogte bevindt zich een donkerbruine ring, die aan de voorzijde open is. De nek en kop zijn zwart van kleur, met uitzondering van de keel en wangen, die wit zijn, en een karakteristieke rode vlek achter de ogen. Onder de ogen loopt een dunne zwarte lijn. De staart is ongeveer 6 cm lang en donkerbruin, met witte vederpunten. Onder de staart bevindt zich een oranje vlek.
De roodoorbuulbuul vertoont geen seksuele dimorfie: mannetjes en vrouwtjes zijn gelijk van tekening en kleur. De juvenielen zijn echter matter van kleur en missen de rode vlek achter de ogen. Vanwege de witte buik en wangen is de soort makkelijk te onderscheiden van de roodbuikbuulbuul (Pycnonotus cafer), waarmee de soort een groot deel van het verspreidingsgebied deelt.
De vlucht van de roodoorbuulbuul lijkt op die van spechten. De roep benadert een luid kink a joe. Zingen klinkt als eveneens luid, helder getsjilp. Het geluid van menselijk fluiten kan hier dichtbij komen, zodat het een reactie van jonge vogels in een nest kan uitlokken.

## Verspreiding
Het natuurlijk verspreidingsgebied van de roodoorbuulbuul loopt van Pakistan en vrijwel geheel India (inclusief de Andamanen), Sri Lanka, Nepal, Bhutan en Bangladesh tot het zuiden van China en Myanmar en Thailand.
De soort is door mensen geïntroduceerd in het zuidoosten van Australië; op Mauritius; op Hawaii; op de Mascarenen en Seychellen; en in de Verenigde Staten rondom Los Angeles en in Florida. Op Réunion is de roodoorbuulbuul recent zelf verschenen. In Florida heeft de soort zich slechts dun verspreid gevestigd en is ze relatief zeldzaam. In Australië werd de roodoorbuulbuul in 1880 door biologen geïntroduceerd in Sydney. Sindsdien heeft ze zich verspreid over een groter gebied in New South Wales en is ze tot in Melbourne en Adelaide waargenomen.
Hoewel zeker niet schuw, komt de roodoorbuulbuul minder snel in de buurt van menselijke nederzettingen dan de verwante roodbuikbuulbuul. De vogel heeft de voorkeur voor een habitat van open bos of grasland.

## Levenswijze

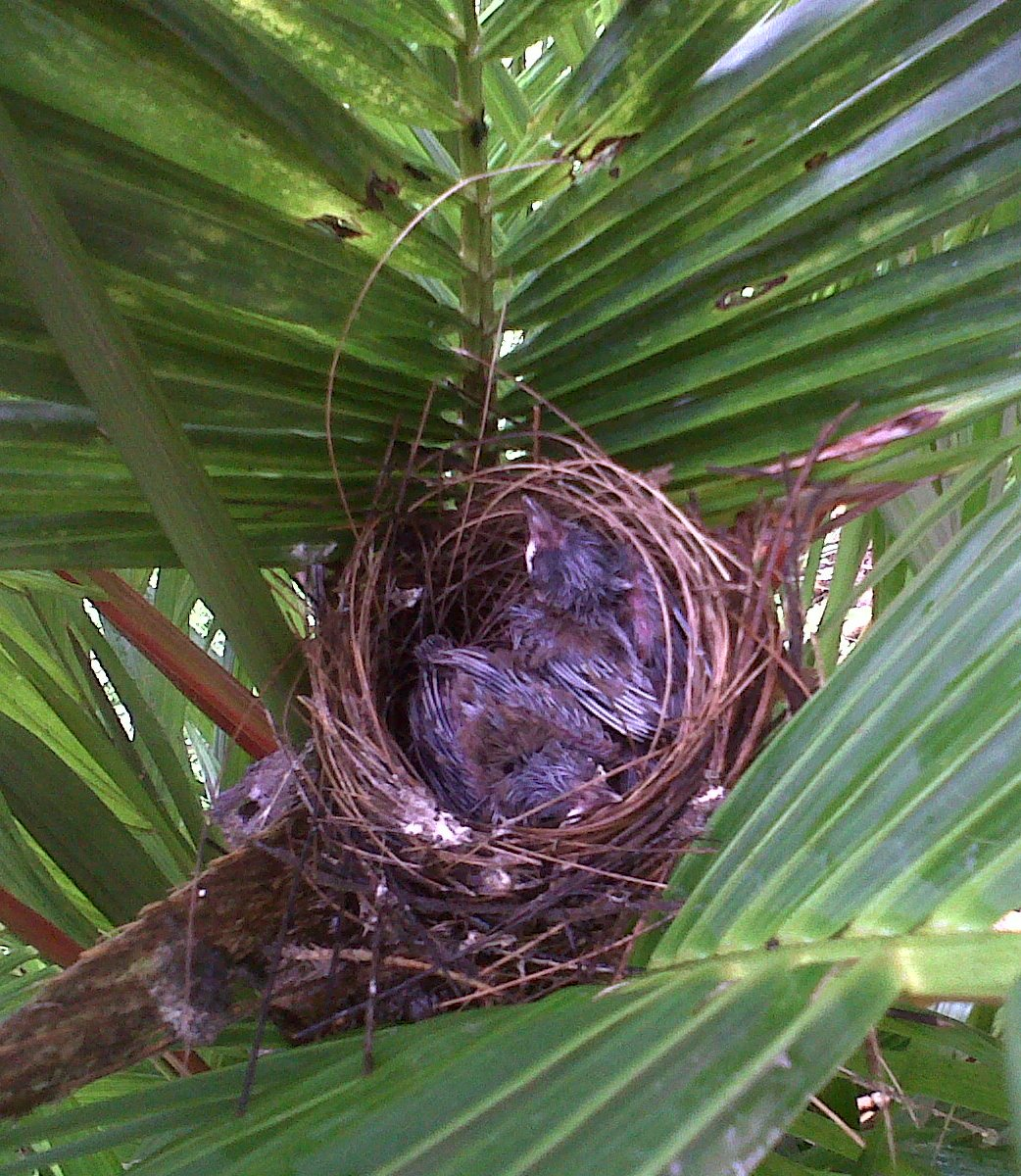
Nest met kuikens.

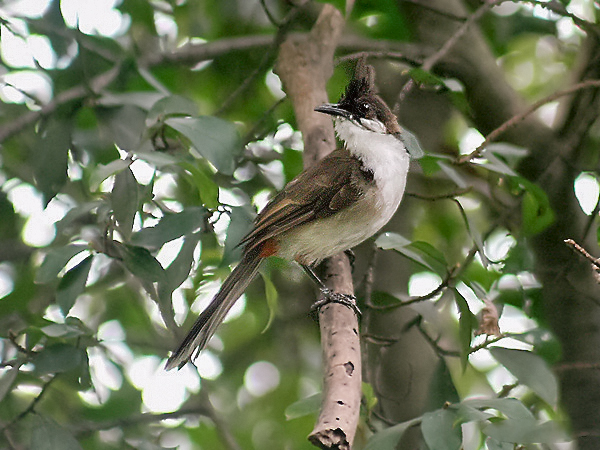
Juveniel

De roodoorbuulbuul is voornamelijk een fruit-eter, maar voedt zich ook met nectar en insecten.
Buiten het broedseizoen leeft de roodoorbuulbuul in kleine groepen. Om te slapen komen de vogels samen in groepen die honderden dieren kunnen omvatten.

## Voortplanting
Het broedseizoen varieert sterk over het verspreidingsgebied. Zo broedt de vogel in het noorden van India vooral van december tot mei, en in het zuiden van India van maart tot oktober. Soms wordt per jaar twee maal gebroed. Tijdens het broedseizoen verdedigen de mannetjes territoria van ongeveer 3000 m2 groot. Het mannetje trekt de aandacht van het vrouwtje door met de kop te knikken, de staart op te zetten en de vleugels af te laten hangen.
Het nest is rond van vorm en wordt gemaakt van twijgjes, gras, worteltjes, stukken boomschors en (indien voorhanden) menselijk afval zoals plastic. Meestal kiest de vogel een struik of lage boom om het nest in te bouwen. Per nest worden meestal twee of drie eieren gelegd. De eieren zijn zacht grijsviolet van kleur en ongeveer 21 bij 16 mm groot. Ze komen uit na 16 dagen broeden. Beide ouders broeden en voeden de jongen om beurten. De jongen worden aanvankelijk gevoed met rupsen en insecten, wat pas als ze ouder worden wordt aangevuld met fruit. Wanneer een predator in de buurt van het nest komt, kan de oudervogel door een verwonding te insinueren proberen de indringer weg te lokken. Soorten die de eieren of jongen eten zijn kraaien, de Chinese spoorkoekoek (Centropus sinensis) en de hagedis Calotes versicolor.

## Taxonomie
De roodoorbuulbuul was een van de soorten die door Carl Linnaeus werd opgenomen in zijn Systema naturae. Linnaeus baseerde zich op exemplaren uit de Britse kolonie Hongkong en plaatste de soort samen met de klauwieren in het geslacht Lanius.
Er worden negen ondersoorten onderscheiden:
- P. j. jocosus, de typische ondersoort – komt voor in Hongkong en het zuiden van China
- P. j. emeria (Linnaeus, 1758) – in het oosten van India en Bangladesh; heeft een warmbruine kleur op de rug, een dunnere snavel en langere kuif (dit is de ondersoort die in Florida geïntroduceerd is)
- P. j. monticola (Horsfield, 1840) – in het noordoosten van India; is donkerder van kleur op de rug dan P.j. pyrrhotis
- P. j. pyrrhotis (Bonaparte, 1850) – in het noorden van India en Nepal; witte staartuiteinden en een matte kleuring, grote opening in de donkere band bij de borst
- P. j. fuscicaudatus (Gould, 1866) – komt voor in Centraal en zuidelijk India; heeft een bijna complete zwarte band om de borst en geen witte uiteinden van de staartveren
- P. j. abuensis (Whistler, 1931) – in het noordwesten van India; matte kleur en geen witte uiteinden van de staartveren
- P. j. hainanensis (Hachisuka, 1939) – Hainan
- P. j. pattani Deignan, 1948 – in Thailand
- P. j. whistleri Deignan, 1948 – op de Andamanen; heeft een warm bruine kleur op de rug, maar een grotere snavel en een kortere kuif dan P.j. emeria